# Tabernaemontaneae
Tabernaemontaneae, tribus zimzelenovki (Apocynaceae), dio potporodice Rauvolfioideae. Podijeljen je na 2 podtribusa. Tipični rod je Tabernaemontana sa 126 vrsta u tropskim krajevima, Amerike, Afrike, Azije i Australije, Madagaskaru, Maleziji, Oceaniji, Sejšelima i Komorima.

## Podtribusi
1. Subtribus Ambelaniinae A.O.Simoes & M.E.Endress
2. Subtribus Tabernaemontaninae A.DC.